# Сучьяпа
Сучьяпа (исп. Suchiapa) — посёлок в Мексике, штат Чьяпас, входит в состав одноимённого муниципалитета и является его административным центром. Численность населения, по данным переписи 2020 года, составила 19 571 человек.

## Общие сведения
Название Suchiapa с языка науатль можно перевести как — новая река под горой.
Поселение было основано в доиспанский период.
В колониальный период доминиканскими монахами была построена церковь Святого Себастьяна.
В 1915 году Сучьяпа получает статус посёлка и становится административным центром собственного муниципалитета.